# Ludgate Hill (London)

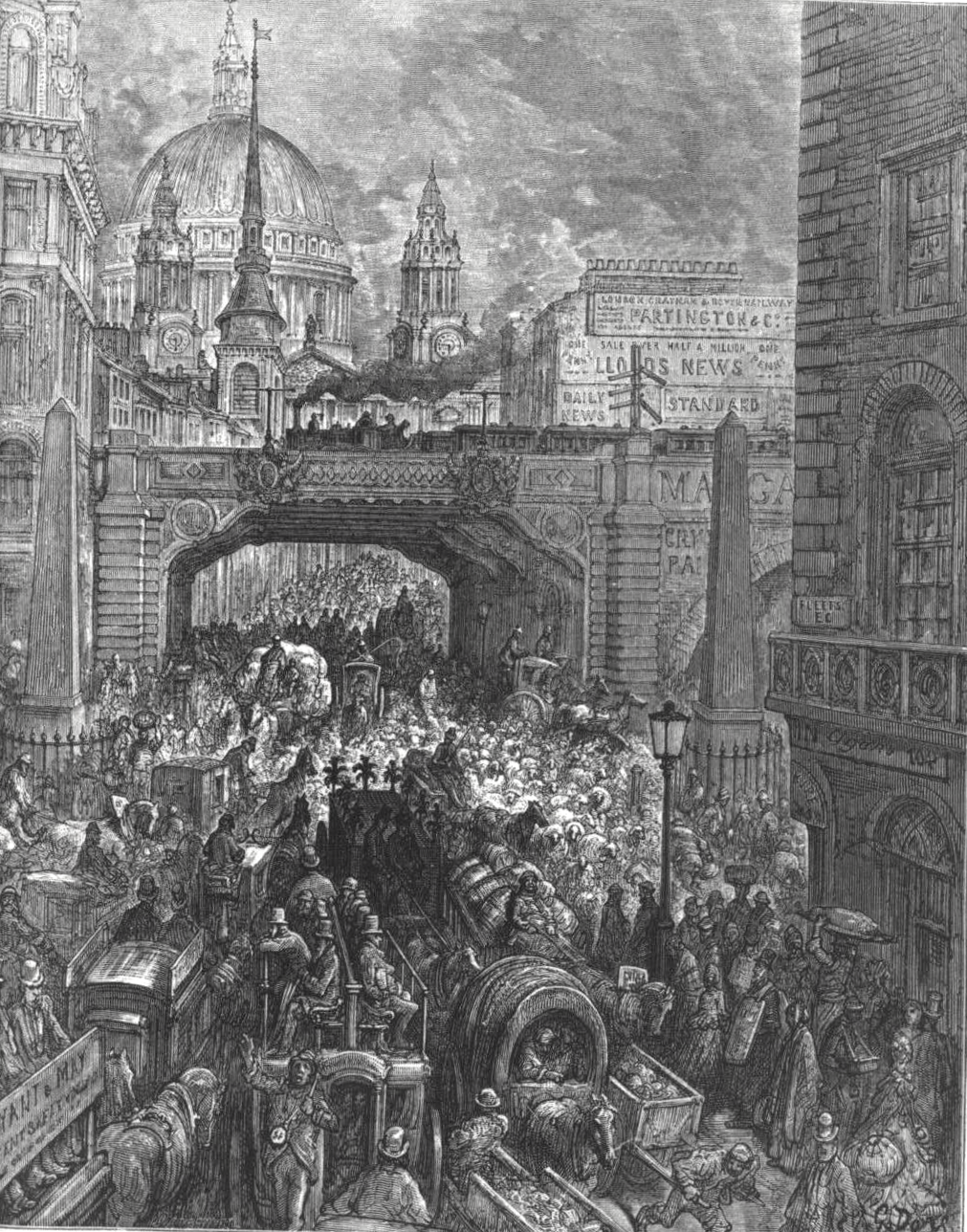
Ludgate Hill – A block in the street, von Gustave Doré (1872)

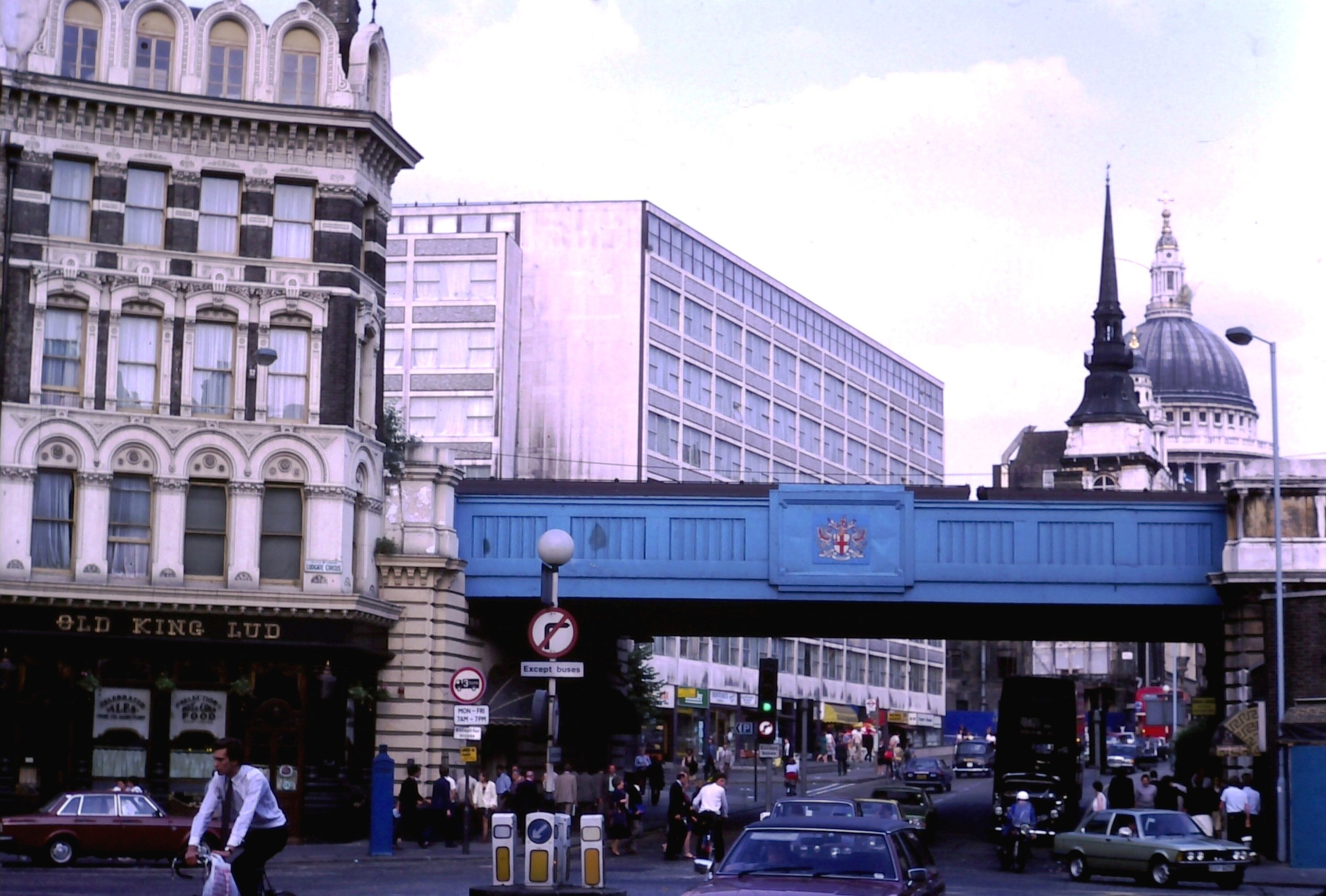
Blick auf Ludgate Hill von Westen, aus Richtung Fleet Street, 1970 (Das Viadukt wurde 1992 abgerissen)

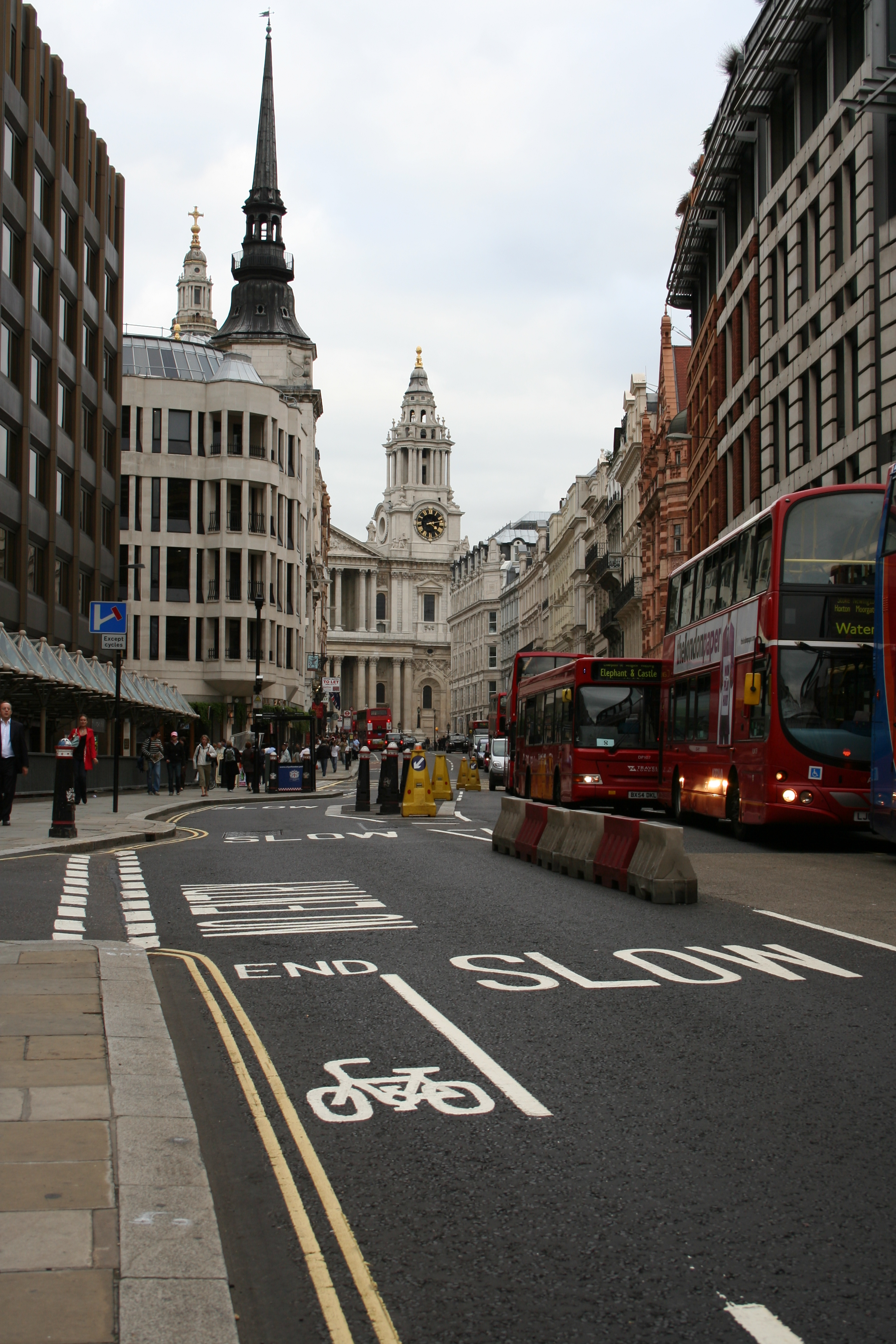
Ludgate Hill, Blick nach Osten auf St. Pauls Cathedral, 2006

Der Ludgate Hill ist ein Hügel innerhalb der City of London. Seinen Namen erhielt er von dem alten Stadttor Ludgate an dieser Stelle, welches für Jahrhunderte den westlichen Eingang der Stadt markierte. Dieses Tor, was auch als Schuldgefängnis genutzt wurde, wurde 1760 abgerissen. Auf der höchsten Erhebung des Hügels steht die St Paul’s Cathedral. Zu Zeiten der Römer stand hier ein Tempel, welcher der Göttin Diana geweiht war. Ludgate Hill ist einer der drei alten Hügel Londons; die anderen sind der Tower Hill und der Cornhill. Der höchste Punkt befindet sich wenige Meter nördlich der Kathedrale auf 17,6 m oberhalb des Meeresspiegels.
Ludgate Hill lautet auch der Name der Straße, die vom Vorplatz der Kirche St. Paul’s zur Kreuzung Ludgate Circus führt, wo sie in die Fleet Street übergeht. Bis 1865 hieß sie noch Ludgate Street nach dem Tor, durch das sie in die Stadt führte.

## Beschreibung
Viele schmale Gassen am westlichen Fuße des Ludgate Hill fielen dem Eisenbahnbau zum Opfer. Hier wurde in den späteren 1860er Jahren zwischen der Water Lane und der New Bridge Street die Ludgate Hill Railway Station errichtet, welche von der London, Chatham and Dover Railway betrieben wurde. Der Bahnhof wurde 1923 geschlossen und die Eisenbahnbrücke zwischen Bahnhof Holborn Viaduct und Bahnhof Blackfriars in den 1990er Jahren abgerissen, um an dessen Stelle die City Thameslink Railway Station unterirdisch zu führen. Das beinhaltete auch die Wiederherstellung des Straßenniveaus, wie auch einiger Nebenstraßen an dieser Stelle.
Eine Blue Plaque weist an der Stelle auf eine Druckerei hin, in der 1702 erstmals der Daily Courant gedruckt wurde, Londons erste Tageszeitung.

„In a house near this site was published in 1702 The Daily Courant first London daily newspaper.“

Auf der Höhe an der sich das alte namensgebende Stadttor befand steht die Kirche St Martin, Ludgate, deren erste schriftliche Erwähnung auf das Jahr 1174 datiert.
Auf dem Hügel liegt in der direkten nördlichen Nachbarschaft zur St. Paul’s Cathedral der Paternoster Square, wo sich seit 2004 die London Stock Exchange befindet.

## Etymologie
Entgegen der Behauptung des normannisch-walisischen Geoffrey von Monmouth in seiner Historia regum Britanniae, Ludgate („Porth Llydd“) sei von einem alten britischen König „Lud son of Heli“ erbaut worden (siehe auch die mythische Figur Lludd), wurde der Name von späteren Schriftstellern wahlweise eher von „Flood gate“ (Fluttor) oder nach dem nahe dieser Stelle fließenden (heute unterirdisch geführten) River Fleet „Fleetgate“ / „Fleodgaet“ herrührend oder von „ludgeat“ oder altenglisch „hlid-geat“ abgeleitet angesehen, was „Hintertor“ oder Ausfalltor bedeutet.

## Ludgate Hill
Am Fuße des Ludgate Hill auf der nördlichen Straßenseite mündet die Limeburner Lane. Die Straße, die nach dem mittelalterlichen Beruf des Kalkbrenners benannt ist, ist eine erst in den 1990er Jahren angelegte Verbindung, die in die Lücken gebaut wurde, die der Abriss des Viaduktes hinterließ. Sie befindet sich etwa an der Stelle, wo vor dem Eisenbahnbau die „Seacoal Lane“ am Traditionsgasthaus Bell Savage Inn vorbeiführte. Unter anderem in diesem 1452 erstmals erwähnten Kutschgasthof wurden die ersten Stücke des Elisabethanischen Theaters aufgeführt. Grinling Gibbons lebte hier eine Zeitlang vor 1677, ebenso wie der durch die Gemäldereihe A Harlot’s Progress bekannt gewordene deutsche Arzt Richard Rock. Im Oktober 1684 wurde dort erstmals in England ein „Rhinozeros – kürzlich aus Ostindien gebracht“ – ausgestellt. In der Mitte des 19. Jahrhunderts zog ein Messehotel ein und kurz darauf eine Druckerei („Cassell & Company“). Das Gasthaus wurde 1873 abgerissen um Platz für das Eisenbahnviadukt zu schaffen.
Auch die Straße Pageantmaster Court, gegenüber der St. Martins-Kirche, wurde erst 1993 angelegt.
Ludd’s Gate wird erwähnt in Bernard Cornwell historischen Roman Schwertgesang, welcher in der Regierungszeit Alfred des Großen angesiedelt ist. Ludgate erscheint in Walter de la Mares Gedicht „Up and Down“, aus Collected Poems 1901–1918, Band II: Songs of Childhood, Peacock Pie, 1920. Das Gefängnis wird in Daniel Defoes Roman Roxana: The Fortunate Mistress von 1724 erwähnt.
Ab 1731 gab es neben der Kirche St. Martin’s das „London Coffee House“ (Hausnummer 24–26). Unter den wiederkehrenden Gästen befanden sich u. a. die Naturwissenschaftler Joseph Priestley und Benjamin Franklin. Wenn die Juristen in dem benachbarten Gericht Old Bailey nicht bis zum Tagesende zu einem Urteil gelangen konnten, wurden die Prozessbeteiligten in diesem Kaffeehaus untergebracht. Bei Umbauarbeiten wurde 1806 dort ein römischer Altar gefunden, gewidmet Claudia Martina von ihrem Ehemann („[Gewidmet] den Geistern der Verstorbenen (und) an Claudia Martina, Alter 19; Anencletus, Sklave der Provinz (…) für seine zutiefst verehrte Ehefrau; welche hier liegt“). Auch eine Hercules-Statue wurde gefunden. Beide Fundstücke befinden sich heute im Museum of London. Das London Coffee House wurde 1867 geschlossen; allerdings noch heute befindet sich dort eine Gastronomie.
Der Autor und Gartenarchitekt John Evelyn lebte 1658–1659 im Gasthaus Hawk and Pheasant auf dem Ludgate Hill. Der Anatom und Arzt William Harvey besaß auf dem Hügel eine Residenz.
Südlich von Ludgate Hill befand sich das Dominikanerkloster der Blackfriars, welches noch heute diesem Teil der Stadt, wie auch den dortigen Brücken über die Themse seinen Namen gibt.
Bürogebäude wie das Procession House (Nr. 55) oder der, zwischen 2010 und 2015 errichtete Komplex New Ludgate One und Two gegenüber der Kirche St. Martins ('Two' wurde von dem Berliner Architekturbüro Sauerbruch Hutton gestaltet) geben dem Viertel ein modernes Gesicht.